# إدسون أوبيرت
إدسون أوبيرت (بالإسبانية: Edson Aubert)‏ هو لاعب كرة قدم بيروفي، ولد في 24 نوفمبر 1988 في أريكيبا في بيرو. لعب مع أليانزا ليما ونادي ميلغار أريكيبا.

## وصلات خارجية
- إدسون أوبيرت على موقع قاعدة بيانات كرة القدم.إي يو (الإنجليزية)
- إدسون أوبيرت على موقع Soccerway.com (الإنجليزية)